# Ciclismo nos Jogos Olímpicos de Verão de 2024 - Velocidade por equipes masculino
A prova de velocidade por equipes masculino do ciclismo nos Jogos Olímpicos de Verão de 2024 ocorreu em 5 e 6 de agosto de 2024 no Velódromo de Saint-Quentin-en-Yvelines, em Montigny-le-Bretonneux. Um total de 25 ciclistas de oito Comitês Olímpicos Nacionais (CON) participaram do evento.

## Qualificação
Cada Comitê Olímpico Nacional (CON) poderia inscrever uma equipe de três ciclistas na velocidade por equipes. As vagas são atribuídas ao CON, que seleciona os ciclistas. A qualificação se deu inteiramente através do ranking olímpico da União Ciclística Internacional (UCI) de 2022–24. Os oito primeiros CONs se qualificaram ao evento, com essas equipes também recebendo o direito de inscrever dois ciclistas cada na velocidade individual e no keirin.

## Formato
A velocidade por equipes masculino consiste em uma corrida de três voltas (750 metros) entre duas equipes de três ciclistas, começando em lados opostos da pista. Cada membro da equipe deve liderar uma das voltas. O tempo de uma equipe é medido quando o último ciclista termina. Os empates são quebrados pelas parciais da última volta.
Começa com uma qualificação inicial que distribui as equipes para as baterias da primeira fase. A primeira fase compreende corridas frente a frente com base na classificação (1ª contra 8ª, 2ª contra 7ª, etc.). Os vencedores dessas quatro baterias avançam para a disputa de medalhas, com os dois vencedores mais rápidos competindo na final e os dois vencedores mais lentos se enfrentando pelo bronze.

## Calendário
Horário local (UTC+2)
| Data                | Hora  | Fase             |
| ------------------- | ----- | ---------------- |
| 5 de agosto de 2024 | 19:09 | Classificatórias |
| 6 de agosto de 2024 | 18:59 | Primeira rodada  |
| 6 de agosto de 2024 | 19:55 | Finais           |

## Medalhistas
|  | NED Países Baixos                                  |  | GBR Grã-Bretanha                    |  | AUS Austrália                                     |
|  | Jeffrey Hoogland Harrie Lavreysen Roy van den Berg |  | Jack Carlin Ed Lowe Hamish Turnbull |  | Matthew Glaetzer Leigh Hoffman Matthew Richardson |

## Resultados

### Classificatórias
As oito equipes participantes disputam os emparelhamentos de cada bateria para a primeira rodada.
| Pos. | CON               | Ciclistas                                          | Tempo  | Notas            |
| ---- | ----------------- | -------------------------------------------------- | ------ | ---------------- |
| 1    | NED Países Baixos | Roy van den Berg Harrie Lavreysen Jeffrey Hoogland | 41.279 | Recorde olímpico |
| 2    | GBR Grã-Bretanha  | Ed Lowe Hamish Turnbull Jack Carlin                | 41.862 |                  |
| 3    | AUS Austrália     | Leigh Hoffman Matthew Richardson Matthew Glaetzer  | 42.072 |                  |
| 4    | JPN Japão         | Yoshitaku Nagasako Kaiya Ota Yuta Obara            | 42.174 |                  |
| 5    | FRA França        | Florian Grengbo Sébastien Vigier Rayan Helal       | 42.267 |                  |
| 6    | CHN China         | Guo Shuai Zhou Yu Liu Qi                           | 42.606 |                  |
| 7    | GER Alemanha      | Luca Spiegel Stefan Bötticher Maximilian Dörnbach  | 43.009 |                  |
| 8    | CAN Canadá        | Tyler Rorke Nick Wammes James Hedgcock             | 43.905 |                  |

### Primeira rodada
As duas equipes vencedoras com os melhores tempos avançam para a final e as duas equipes vencedoras com os piores tempos para a disputa pelo bronze.
| Bateria | Pos. | CON               | Ciclistas                                          | Tempo  | Notas |
| ------- | ---- | ----------------- | -------------------------------------------------- | ------ | ----- |
| 1       | 1    | FRA França        | Florian Grengbo Sébastien Vigier Rayan Helal       | 42.376 | QB    |
| 1       | 2    | JPN Japão         | Kaiya Ota Yuta Obara Yoshitaku Nagasako            | 42.569 |       |
| 2       | 1    | AUS Austrália     | Matthew Glaetzer Matthew Richardson Leigh Hoffman  | 42.336 | QB    |
| 2       | 2    | CHN China         | Guo Shuai Zhou Yu Liu Qi                           | 42.635 |       |
| 3       | 1    | GBR Grã-Bretanha  | Jack Carlin Hamish Turnbull Ed Lowe                | 41.819 | QO    |
| 3       | 2    | GER Alemanha      | Maximilian Dörnbach Luca Spiegel Nik Schröter      | 42.348 |       |
| 4       | 1    | NED Países Baixos | Roy van den Berg Harrie Lavreysen Jeffrey Hoogland | 41.191 | , QO  |
| 4       | 2    | CAN Canadá        | Nick Wammes Tyler Rorke James Hedgcock             | 43.666 |       |

### Finais
Cada bateria define as disputas das medalhas e das classificações do quinto ao oitavo lugar.
| Pos.                      | CON               | Ciclistas                                          | Tempo  | Notas           |
| ------------------------- | ----------------- | -------------------------------------------------- | ------ | --------------- |
| Disputa pelo ouro         |                   |                                                    |        |                 |
| Medalha de ouro           | NED Países Baixos | Jeffrey Hoogland Harrie Lavreysen Roy van den Berg | 40.949 | Recorde mundial |
| Medalha de prata          | GBR Grã-Bretanha  | Jack Carlin Ed Lowe Hamish Turnbull                | 41.814 |                 |
| Disputa pelo bronze       |                   |                                                    |        |                 |
| Medalha de bronze         | AUS Austrália     | Matthew Glaetzer Leigh Hoffman Matthew Richardson  | 41.597 |                 |
| 4                         | FRA França        | Florian Grengbo Rayan Helal Sébastien Vigier       | 41.993 |                 |
| Disputa pelo quinto lugar |                   |                                                    |        |                 |
| 5                         | JPN Japão         | Yoshitaku Nagasako Yuta Obara Kaiya Ota            | 42.078 |                 |
| 6                         | GER Alemanha      | Maximilian Dörnbach Nik Schröter Luca Spiegel      | 42.280 |                 |
| Disputa pelo sétimo lugar |                   |                                                    |        |                 |
| 7                         | CHN China         | Guo Shuai Liu Qi Zhou Yu                           | 42.532 |                 |
| 8                         | CAN Canadá        | James Hedgcock Tyler Rorke Nick Wammes             | 43.944 |                 |